# Eriogonum lemmonii
Eriogonum lemmonii är en slideväxtart som beskrevs av S. Wats.. Eriogonum lemmonii ingår i släktet Eriogonum och familjen slideväxter. Inga underarter finns listade i Catalogue of Life.